# Martin Weber
Martin Weber (ur. 15 kwietnia 1954 w Pappenheim) – niemiecki skoczek narciarski reprezentujący NRD. Najlepsze wyniki w Pucharze Świata osiągnął w sezonie 1979/1980, kiedy zajął 27. miejsce w klasyfikacji generalnej.
Startował na Igrzyskach w Lake Placid, ale bez sukcesów. 6 stycznia 1980 r. stanął po raz pierwszy i ostatni na podium konkursu Pucharu Świata, zwyciężając w konkursie w Bischofshofen. Zajął trzecie miejsca w 26. Turnieju i 27. Turnieju Czterech Skoczni.

## Puchar Świata

### Miejsca w klasyfikacji generalnej
- sezon 1979/1980: 27

### Miejsca na podium chronologicznie
- Bischofshofen (6 stycznia 1980) – 1. miejsce

## Igrzyska olimpijskie
- Indywidualnie
  - 1980 Lake Placid (USA) – 11. miejsce (normalna skocznia)